# David Wohlhart
David Wohlhart (* 7. Dezember 1956) ist ein österreichischer Hochschullehrer, Autor,  Unternehmer und Musiker.
Wohlhart ist Sonderschullehrer und Lehrer an beiden Pädagogischen Hochschulen in Graz, der Pädagogischen Hochschule Steiermark und der Privaten Pädagogischen Hochschule Augustinum, und er ist seit 2000 als Unternehmer Softwareentwickler. Seine Firma stellt Lernsoftware her und konzipiert für Schulbuchverlage Lernumgebungen.

## Werke
- Borland, Turbo Pascal 7.0 für DOS; Addison-Wesley, Bonn 1993, 1. Aufl.  ISBN 3-89319-614-5
- English network / 2. / CD-ROM. Lehr-Programm gemäß §14 JuSchG 2003; Langenscheidt, Berlin 2004. ISBN 3-526-57753-6
- English network / 3. / CD-ROM. Lehr-Programm gemäß §14 JuSchG 2004; Langenscheidt, Berlin 2004. ISBN 3-526-57753-6
- Lilos Lesewelt / 3. / Rechtschreib- und Sprachbetrachtungs-CD-ROM; Grundwortschatz 3. Klasse und Entwicklung des Sprachbewustseins; inkl. Lerndiagnoseprogramm; PC-CD-ROM. c 2004, Version 1.04; ISBN 3-85061-271-6
- 10 Lilos Lesewelt / 4. / PC-CD-ROM; zusammen mit Herbert Puchta; CD-ROM für die Arbeit in der Klasse 2005, Version 1.0; ISBN 3-85061-331-3
- Schulische Integration; zusammen mit Andrea Holzinger; Studien-Verl., Innsbruck 2009. ISBN 3-7065-4304-4

## Familiäres
David Wohlhart ist der Sohn des Physikers Karl Wohlhart und hat zwei Söhne. Er lebt und arbeitet in Graz.